# Bloemaert
Bloemaert was de naam van een Nederlandse familie van kunstenaars in de zestiende en zeventiende eeuw.
De stamvader van de familie Bloemaert is Cornelis Bloemaert I (ca. 1540-1593). Hij was architect, beeldhouwer en leraar en hij gaf les aan onder andere Hendrick de Keyser. Zijn zoon Abraham Bloemaert (1564-1651) werd bekend als een van de belangrijkste Utrechtse schilders van de eerste helft van de zeventiende eeuw. Abraham had vier zonen die net als hij kunstenaar werden en bij hem in de leer waren geweest. Zijn oudste zoon Hendrick Bloemaert (1601/1602-1672) was schilder en dichter, zijn tweede zoon Cornelis Bloemaert II (1603-1684) maakte vooral gravures, zijn derde zoon Adriaen Bloemaert (ca. 1609-1666) was schilder, tekenaar en mogelijk ook graveur en zijn vierde zoon Frederick Bloemaert (ca. 1616-1690) werkte als graveur, waarbij zijn meeste werken afgeleid zijn van zijn vaders werken.